# のこぎり台投影式

(2S,3S)-ブタンジオール: のこぎり台投影式による2種類の表現

(2S,3S)-ブタンジオール: ナッタ投影式による2種類の表現

のこぎり台投影式（のこぎりだいとうえいしき、英: sawhorse projection）または木挽き台表示は、3次元の分子を2次元で表現する方法の一つである。2つの隣接する炭素原子間の結合の空間的配置は、のこぎり台の形の斜視図で示される。
2つの原子間の結合は斜めの線で表わされる。のこぎり台配座は付加反応や脱離反応における分子の配座を描写するのに有用である。